# Панинское сельское поселение (Ивановская область)
Па́нинское се́льское поселе́ние — муниципальное образование в северной части Фурмановского муниципального района Ивановской области с центром в деревне Панино.

## История
Панинское сельское поселение образовано 25 февраля 2005 года в соответствии с Законом Ивановской области № 51-ОЗ. 

## Население
| 2002 | 2010 | 2011 | 2012  | 2013 | 2014 | 2015 |
| ---- | ---- | ---- | ----- | ---- | ---- | ---- |
| 1172 | ↘989 | ↘984 | ↗1001 | ↘995 | ↘972 | ↘965 |
| 2016 | 2017 | 2018 | 2019  | 2020 | 2021 |      |
| ↗968 | ↘954 | ↗970 | ↘959  | ↘949 | ↘817 |      |

## Состав сельского поселения
| №  | Населённый пункт | Тип населённого пункта          | Население |
| -- | ---------------- | ------------------------------- | --------- |
| 1  | Бабино           | деревня                         | 48        |
| 2  | Бакшеево         | деревня                         | 16        |
| 3  | Белино           | деревня                         | 140       |
| 4  | Ботеево          | деревня                         | 61        |
| 5  | Быково           | деревня                         | 27        |
| 6  | Введенское       | село                            | ↘21       |
| 7  | Ворончиха        | деревня                         | 2         |
| 8  | Ильинское        | село                            | ↗16       |
| 9  | Лопатино         | деревня                         | 15        |
| 10 | Медведково       | село                            | ↘32       |
| 11 | Панино           | деревня, административный центр | ↘306      |
| 12 | Михайловское     | село                            | ↘82       |
| 13 | Новино           | деревня                         | 1         |
| 14 | Фряньково        | село                            | ↘147      |
| 15 | Шульгино         | деревня                         | 72        |
| 16 | Языково          | деревня                         | 3         |

## Инфраструктура
В поселении имеется общеобразовательная школа, 2 сельских дома культуры, 3 библиотеки, отделение связи, 2 магазина.
В Панине газифицированы фельдшерско-акушерский пункт, администрация и 122 жилых дома.